# Catio
I Catio (o anche Emberá-Catío) sono un gruppo etnico della Colombia e del Panama, con una popolazione stimata di circa 30.000 persone. Questo gruppo etnico è per la maggior parte di fede animista e parla la lingua Embera-catio (codice ISO 639: CTO).
Vivono nei pressi dei fiumi Sinú, San Jorge, San Pedro, Murri e sono strettamente correlati agli Embera del Nord e agli Emberá-Baudó.